# AUTS2
AUTS2 (autism susceptibility candidate 2) é um gene humano. Pode estar relacionado a quantidade de bebida alcoólica que uma pessoa bebe. A pesquisa foi publicada na revista científica Proceedings of the National Academy of Sciences. Também já foi ligado ao autismo.